# Тишунін Василь Іванович
Василь Іванович Тишунін (нар. 1 січня 1935, Кіреєвськ‎ — пом. ?) — український радянський живописець; член Спілки радянських художників України.

## Біографія
Народився 1 січня 1935 року в місті Кіреєвську (нині Тульська область, Росія). 1966 року закінчив Київський художній інститут, де навчався зокрема у Михайла Хмелька, Петрв Сльоти. Жив у Києві в будинку на вулиці Петрівській, № 18, квартира № 1.

## Творчість
Працював у галузі станкового живопису. Серед робіт:
- «У наряді» (1965);
- «Перед бурею» (1966);
- «Доменна піч» (1969);
- «За землю, за волю» (1969).

Брав участь у республіканських виставках з 1965 року.